# Franz Callebaut
Petrus Franciscus (Franz of Frans) Callebaut-Govaert, kortweg F. Callebaut (Teralfene, 12 december 1856 - Aalst, 23 maart 1930) was een Vlaamse apotheker en kunstschilder.

## Biografie
Franz Callebaut werd op 12 december 1856 in Teralfene geboren. Hij ging in Alsemberg naar de lagere school en volgde de middelbare opleiding aan het Klein Seminarie in Hoogstraten. Zijn studie deed hij aan de universiteiten te Leuven en Gent, waar hij in 1886 als apotheker afstudeerde.
Franz Callebaut trouwde een jaar later met Clothilda Govaert (1846-1937) te Aalst, waar ze zich in de Houtstraat vestigden. Ze kregen een dochter, Fernanda Callebaut (1888-1973), die ook kunstschilderes zou worden.
Ze verhuisden na Fernanda's geboorte naar de Sint Jan Straat, waar ze riant zaten. Desalniettemin verhuizen ze rond 1892 weer, en ditmaal naar het centraal gelegen overdekte Botermarkt, waar Callebaut al sinds zijn vestiging in de stad zijn apotheek bestierde.
Omdat Callebaut het druk had met zijn apotheek, deed hij het schilderen vooral in de avonduren. Hij heeft daarvoor in de beginperiode van zijn apothekerscarrière ook een avondopleiding gevolgd aan de Academie voor Beeldende Kunsten Aalst.

### Schilderscarrière
Callebaut schilderde landschappen en riviergezichten, voornamelijk in Vlaams-Brabant en langs de Schelde: hij schilderde veel in de omgeving van Dendermonde, langs de Scheldeboorden van Sint-Amands en Vlassenbroek.Hij ontmoette in de eerste jaren Isidore Meyers en Franz Courtens, van wie hij les zou krijgen aan de Schilderschool van Dendermonde. Zij introduceerden hem in de Scheldeschilderkunst, en onder hun invloed ontwikkelde Callebaut zich tot een impressionistische landschapschilder. Spoedig zou hij ook Leo Spanoghe leren kennen, met wie hij later meerdere exposities zou doen, alsook Herman Broeckaert en anderen die de loop van zijn kunstenaarsleven zouden kleuren.
Callebaut werkte uitsluitend in het gebied dat omsloten was door Brussel, Antwerpen en Gent. Aanvankelijk schilderde hij veelvuldig in het watergebied van de Dendermondse omgeving, maar door ziekte was hij gedwongen vanaf 1911 bij deze wateren weg te blijven en beperkte hij zich tot de Aalster omgeving.

Zijn drukke apotheek was echter de voornaamste reden dat Callebaut zich artistiek niet geheel kon ontwikkelen. Desondanks werd hij in zijn latere jaren tot de beste schilders en tekenaars van Aalst gerekend.

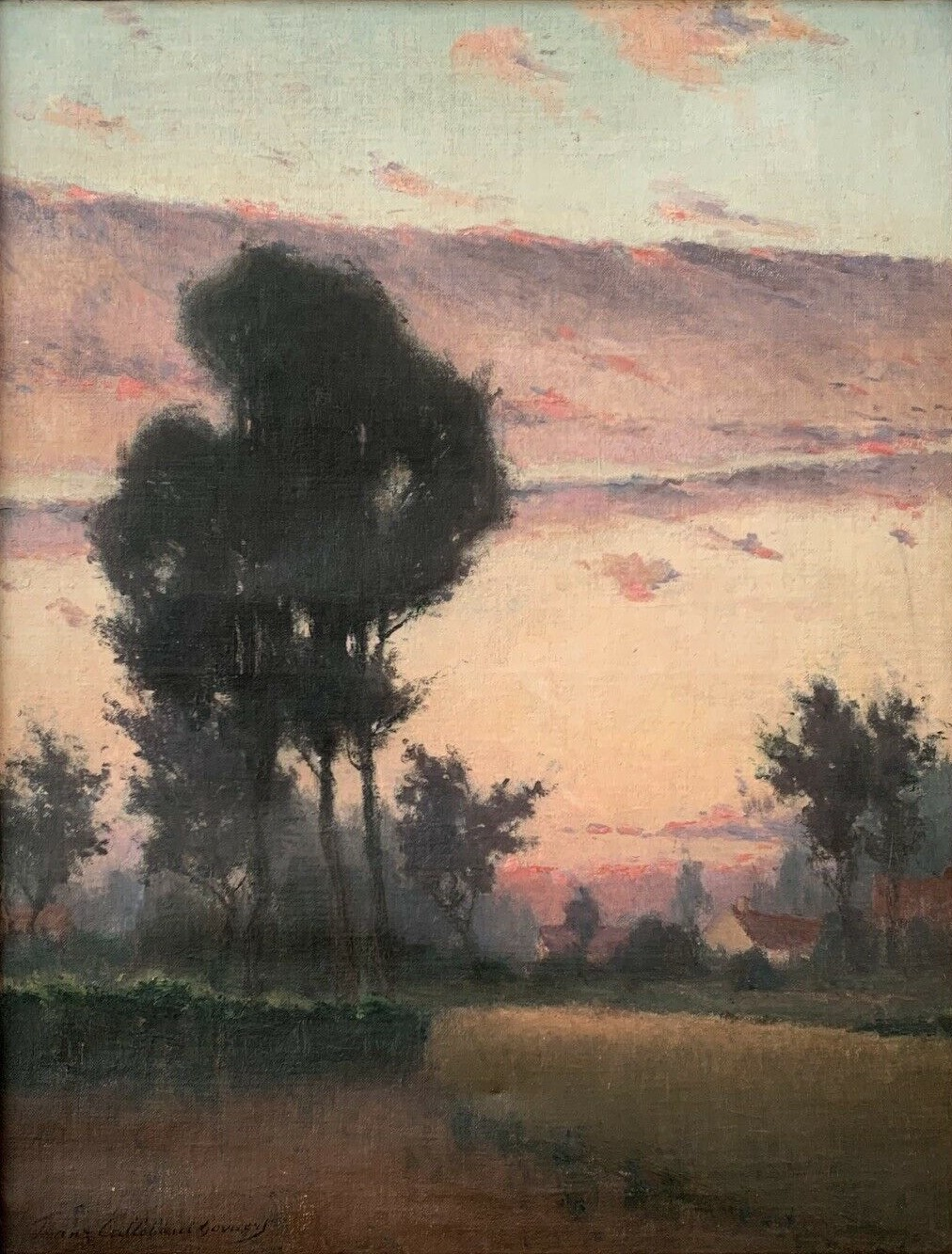
Zonsondergang (1915)

De oudst bekende expositie van Callebaut was tezamen met Leon Spanoghe en Guillaume van Muylem, en dateert van 1903 (Callebaut was toen 47). Vanaf die tijd volgden de exposities elkaar op en won hij snel aan bekendheid. In 1909 was hij een van de oprichters van de Aalstersche Kunstkring van Schilders en Beeldhouwers, en werd hij daarvan de eerste voorzitter, een functie die hij tot zijn dood zou beoefenen.
In 1910 wordt door de Aalstersche Kunstkring de eerste tentoonstelling van lokale schilders en beeldhouwers georganiseerd. Callebaut droeg bij met "pastels", terwijl zijn dochter, toen tweeëntwintig jaar, met stillevens acte de présence gaf. Deze tentoonstelling zou een jaarlijks terugkerende evenement worden, met een enkele onderbreking van een paar jaar als gevolg van de Eerste Wereldoorlog.
Callebauts reddingsactie van enkele geroemde meesterwerken tijdens de Eerste Wereldoorlog is deel van een vermaard stukje lokale historie geworden, want ware het niet voor zijn adequate handelen, dan waren deze werken waarschijnlijk verloren gegaan. Gedurende de inval van de Duitse legers in 1914, werd de kathedraal van Mechelen beschoten. In anticipatie dat alle kerktorens in de omgeving hetzelfde lot beschoren zouden zijn, zorgde Callebaut er voor dat de meesterwerken van Peter Paul Rubens en De Crayer die in het Sint-Martinuskerk hingen zo spoedig mogelijk ontbonden en verstopt zouden worden. De doeken werden daartoe van hun raamwerken gehaald, opgerold en in de sacristie van de kerk verstopt, terwijl de vijandelijke troepen al door de stad heen trokken. Omdat de sacristie verre van geschikt of veilig was, werden de doeken een tiental dagen later naar de kelders van een lokale bank overgebracht, alwaar ze de oorlog, en de Slag om Aalst in het bijzonder, ondanks enige spannende momenten veilig doorgekomen zijn.
De tentoonstelling van de Aalstersche Kunstkring van 1920 is mede bijzonder omdat naast de werken van Franz en zijn collega's met wie hij al veel had samengewerkt, zijn dochter Fernanda, die ook leerlinge van Spanoghe was, met haar werk nadrukkelijker dan voorheen op de voorgrond trad. Dat jaar produceerde Franz Callebaut zelf de Lente en Maneschijn, werken die lang na zijn dood, in 1984, nog in de tentoonstelling "Kunst in stadsbezit" van het Stedelijk Museum Aalst getoond werden.

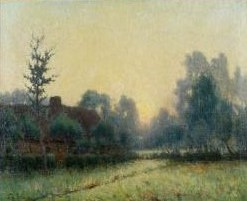
Zonsondergang (1925) Vermoedelijk de schilderij die destijds als De gouden zon doorging.

Tijdens een tentoonstelling van 1923 werd onder meer Callebauts schilderij van "een giganteschen molen, die in de maskerade van het avondgrauw, zoo waar als de waarheid zelf ons den moedergrond nog meer liefhebben doet" geprezen.
De tiende expositie van de Aalstersche Kunstkring werd gehouden in 1924, alwaar met name Callebauts St-Jobskapel bij valavond, De Oude Dender, en Morgend om de atmosfeer, welke "naar gezonden Dendermondschen trant, en door zijn fijne, subtiele kleurentoetsen" werden geprezen.
De gouden zon (1925) "met zijn prachtig tegenlicht" wordt het volgende jaar geprezen als Callebauts beste werk. Het zou een van die werken zijn waaruit bleek dat Callebaut als schilder niet vastroestte in zijn techniek, maar zichzelf almaar vernieuwde.
De Kunstkring heeft van een gestadig groeiende populariteit mogen genieten, zo mag uit de grootse aankondiging van de dertiende expositie in 1927 opgemaakt worden: wederom was er de belofte van vele grote artiestennamen, inclusief Callebaut zelf.

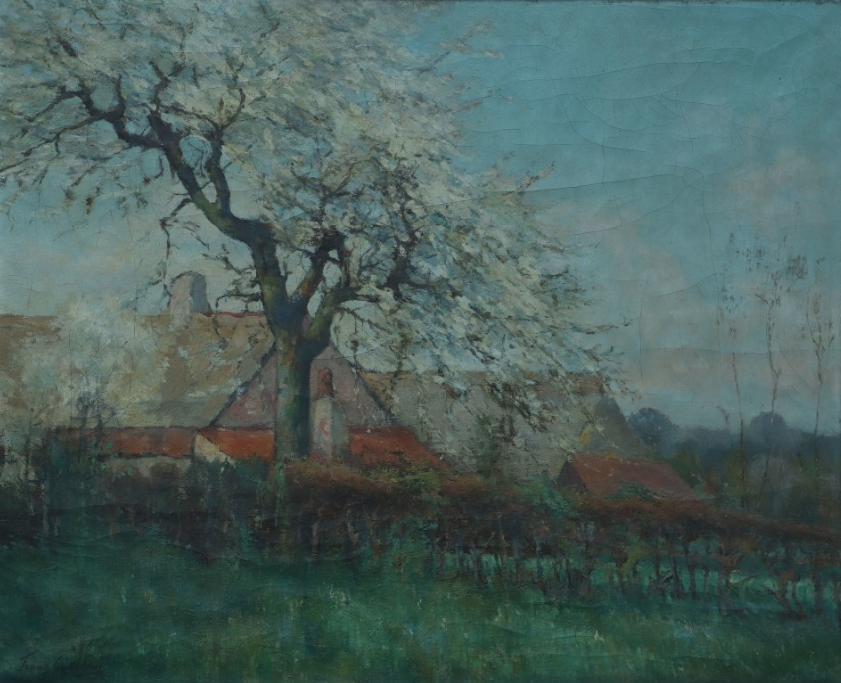
Oude kerselaar in bloei (1909)

Waar de kunstkring in zijn eerste jaren nog afhankelijk was van buitenlandse artiesten om de lokale tentoonstellingen met hoogtepunten te vullen, zo zou tegen de tijd dat het tweede jubileum van de Kunstkring gevierd werd, het deelnemersveld bijna uitsluitend uit lokale artiesten bestaan. Callebaut was uiteraard een van hen, en exposeerde met Oude kerselaar in bloei, welke mogelijk het beste werk uit zijn oeuvre is geworden.
Franz Callebaut overleed op 23 maart 1930 in Aalst.

### Postuum
In 1937, de tentoonstelling ten tijde van het vijfentwintigjarige bestaan van de Aalstersche Kunstkring, worden wederom enkele van Callebauts werken getoond, en waarvan met name Winter en Avond (waarin een zonsondergang te zien is) geprezen worden.
Een ruime decennium na zijn dood werd nog een overzichtstentoonstelling in zijn herinnering georganiseerd. Het werd door de burgemeester van Aalst geopend in aanwezigheid de gemeentelijke hoogwaardigheidsbekleders en de elite van kunstminnend Aalst. Kunstcriticus Isidoor van Beugem schreef toen over Callebaut: "Hij heeft eerlijk en oprecht in kleur gezegd, wat hij te zeggen had als aanbidder van Gods schoone natuur".

## Techniek, stijl, thematiek

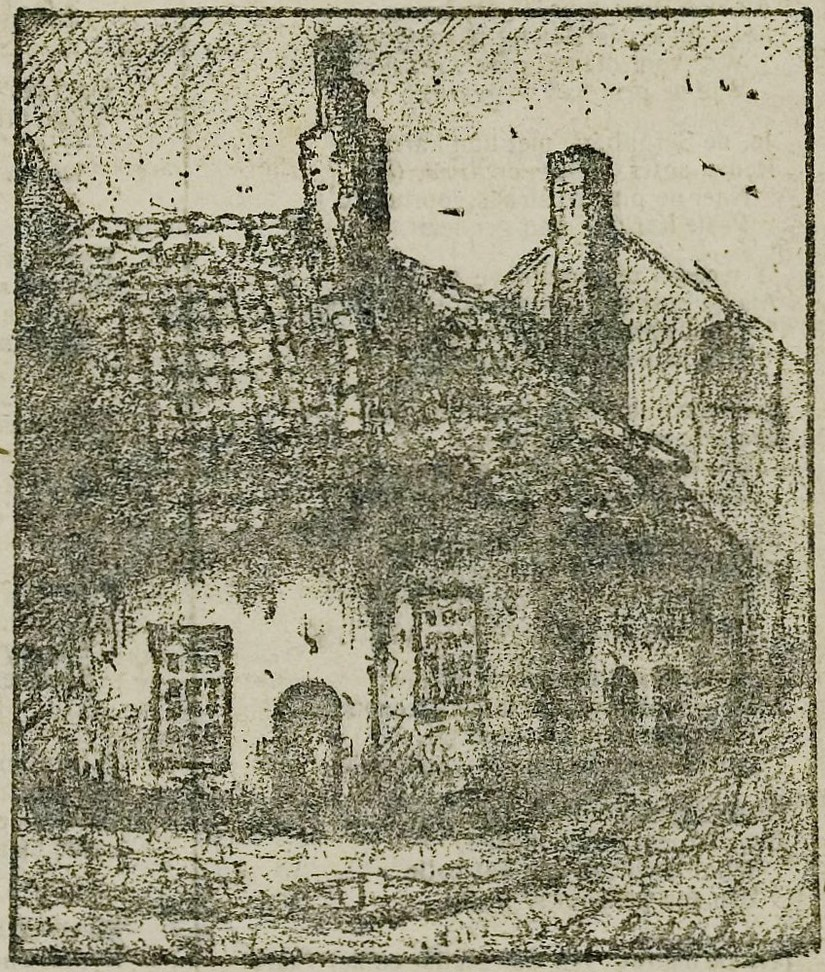
Het laatste oud hoekje der Kat (1928)

De trage doch gestadige transformatie van zijn werk in de loop der jaren was een teken van zijn eeuwige jeugd als schilder en onbreekbare drang om zich te ontwikkelen. Callebaut zou onder invloed van de Dendermondse school aanvankelijk een impressionistische schilder worden. Desalniettemin zou zijn stijl later naar een gematigde pointillisme, respectievelijk expressionisme toe ontwikkelen. Het pointillisme stelde echter weinig voor: Calebaut bereikte niet het ontledende effect dat zo eigen is aan het pure pointillisme, want hij stippelde eigenlijk op reeds geschilderde oppervlakken.
Waar hij met zijn techniek niet tot volle wasdom gekomen lijkt te zijn, daar blonk hij gedurende zijn hele schilderscarrière echter uit in kleurgebruik, dat een voor Callebaut kenmerkende waas over zijn werken gaf dat schier contrasteerde met de clichématische kleurenpatronen die zo vaak gevonden worden in vergelijkbare werken van anderen.
Verreweg het grootste deel van zijn oeuvre was het schilderen van landschappen in olieverf op doek. Tot 1911 waren dat de (water)landschappen die zich strekten langs de oevers van de Dender en Schelde, en na 1911 landschappen dichterbij Aalst.
Callebaut wist ook met potlood en krijt raad: hij tekende stadsgezichten, gebouwen, welke mede in het tijdschriftserie Het historiek der oude straten van Aalst gepubliceerd werden. Het is mogelijk deze techniek dat hem ook weer terug naar de Academie van Schoone kunsten voerde om in de avonduren de volgende generatie artiesten het grafisch uitbeelden van gebouwen te doceren.

## Nalatenschap
Hoewel Callebaut ontegenzeggelijk het talent had om zich te scharen bij grote schilders zoals Valerius De Saedeleer, weerhield vooral zijn werk als apotheker hem ervan zich tot volle wasdom in de schilderkunst te ontwikkelen.
Maar waar hij in zijn eigen ontwikkeling als kunstenaar tekort geschoten is, heeft hij veel bijgedragen aan de ontwikkeling van de kunstwereld in de Aalster regio door het opzetten van de Aalstersche Kunstkring. Hij was hiervan jarenlang de voorzitter, zeer gewaardeerde om de onvermoeide energie die hij stak in het dichterbij brengen van de kunst aan het publiek. Hij oogstte bovendien bewondering voor de open armen waarmee hij immer het werk van nieuwe generaties schilders verwelkomde, en die hij aanmoedigde vooral hun eigen weg te gaan. Het was dan ook niet in de laatste plaats zijn verdienste dat er op een gegeven moment sprake was van een "Aalstersche school" als kunststroming.
Callebaut was zowaar letterlijk een beschermer van de beeldende kunst, want was het niet om zijn oplettendheid, dan waren meesterwerken zoals de Heilige Rochus door Christus aangesteld tot patroon van de pestlijders van Rubens hoogstwaarschijnlijk niet langer van deze wereld geweest.

## Nevenfuncties
- Bestuurslid van Vogelteelmaatschappij van het Land van Aalst en de Ringslagers-club (ca. 1898-)[39][40][41]
- Raadgevend bestuurslid van de Oudheidkundige Kring (1901-1913).[42][2]
- Voorzitter van de Aalstersche Kunstkring van Schilders en Beeldhouwers (1909-1930)
- Docent aan de Academie van Schoone Kunsten in Aalst (ca. 1924-?)[38]

## Galerij
In onderstaande galerij bevinden zich enkele werken van Franz Callebaut. Zie Lijst van werken van Franz Callebaut voor een uitgebreidere lijst en toelichtingen bij de werken.
- Enkele werken van Franz Callebaut

"Enkele
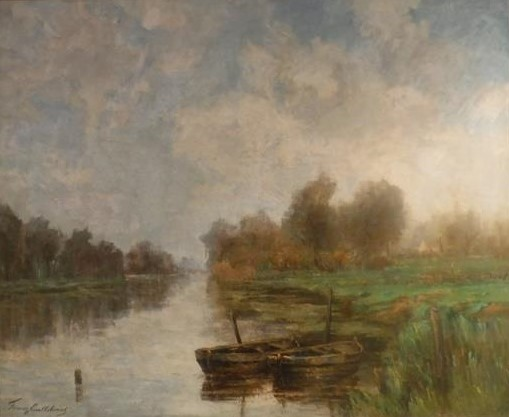
Landschap aan het water
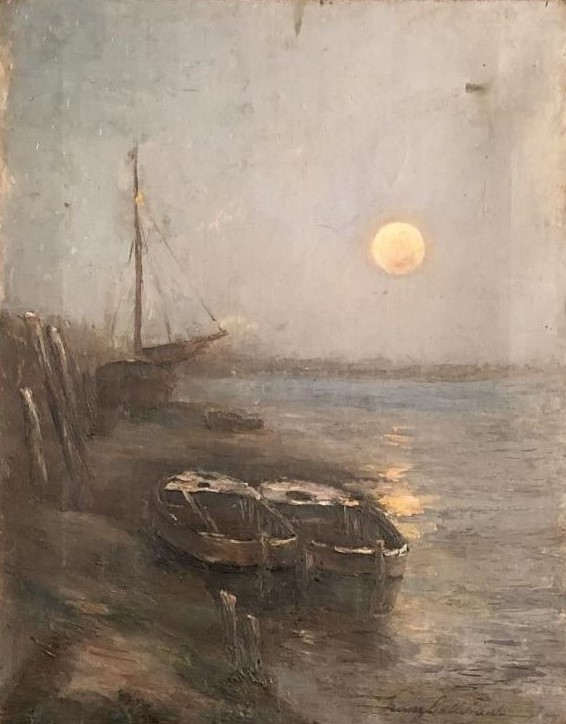
Boten in maneschijn
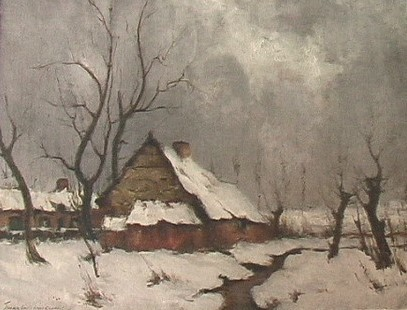
Besneeuwde platteland
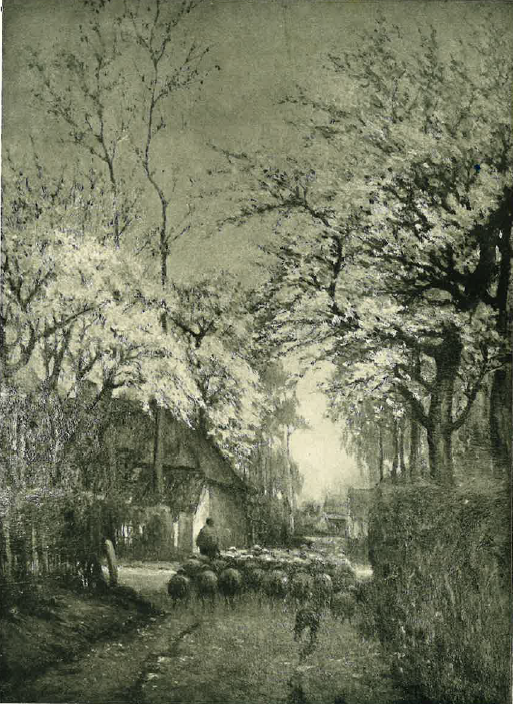
Lente (zonnige dreef)
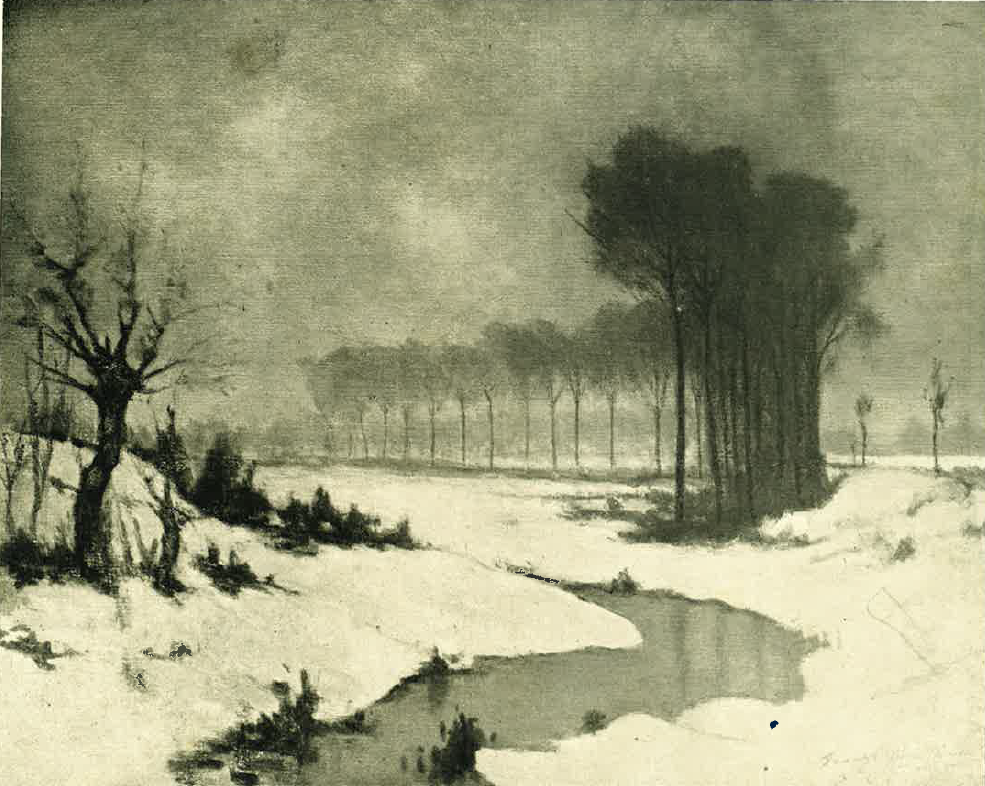
Winterimpressie